# Hosford
Hosford ist  ein census-designated place (CDP) im Liberty County im US-Bundesstaat Florida. Das U.S. Census Bureau hat bei der Volkszählung 2020 eine Einwohnerzahl von 551 ermittelt. 

## Geographie
Hosford liegt rund 15 km östlich von Bristol sowie etwa 40 km westlich von Tallahassee. Der CDP wird von den Florida State Roads 20 und 65 durchquert.

## Demographische Daten
Laut der Volkszählung 2010 verteilten sich die damaligen 650 Einwohner auf 254 Haushalte. 95,5 % der Bevölkerung bezeichneten sich als Weiße, 1,7 % als Afroamerikaner, 0,3 % als Indianer und 0,6 % als Asian Americans. 0,6 % gaben die Angehörigkeit zu einer anderen Ethnie und 1,2 % zu mehreren Ethnien an. 2,0 % der Bevölkerung bestand aus Hispanics oder Latinos.
Im Jahr 2010 lebten in 37,3 % aller Haushalte Kinder unter 18 Jahren sowie 27,4 % aller Haushalte Personen mit mindestens 65 Jahren. 69,2 % der Haushalte waren Familienhaushalte (bestehend aus verheirateten Paaren mit oder ohne Nachkommen bzw. einem Elternteil mit Nachkomme). Die durchschnittliche Größe eines Haushalts lag bei 2,47 Personen und die durchschnittliche Familiengröße bei 2,97 Personen.
30,6 % der Bevölkerung waren jünger als 20 Jahre, 26,7 % waren 20 bis 39 Jahre alt, 24,2 % waren 40 bis 59 Jahre alt und 18,6 % waren mindestens 60 Jahre alt. Das mittlere Alter betrug 35 Jahre. 49,7 % der Bevölkerung waren männlich und 50,3 % weiblich.
Das durchschnittliche Jahreseinkommen lag bei 36.346 $, dabei lebten 17,7 % der Bevölkerung unter der Armutsgrenze.